# Parlamentsvalet i Frankrike 2017
Parlamentsvalet i Frankrike 2017 var uppdelat i två omgångar och ägde rum 11 juni (första omgången) och 18 juni (andra omgången) 2017. I valet utsågs 577 ledamöter till Femte franska republikens nationalförsamling. Valet följde på presidentvalet som ägde rum i maj, där Emmanuel Macron valdes till Frankrikes president.

## Utgångsläge
Inför valet dominerades församlingen av de två stora partierna, Socialistiska partiet och Republikanerna. Socialistiska partiet hade en majoritet bland församlingens ledamöter med 341 mandat mot borgerliga Republikanernas 229. Nationella fronten hade två mandat.

## Resultat
La République En Marche! (LREM) i allians med Demokratiska rörelsen (MoDem) fick tillsammans majoritet i församlingen och vann 350 av 577 mandat, med egen majoritet för LREM med 308 mandat (MoDem fick 42 mandat). Socialistiska partiet minskade till 30 mandat och Republikanerna till 112 mandat. Nationella fronten fick 8 mandat.